# 北岡元
北岡 元（きたおか はじめ、1956年 - ）は外交官であり、インテリジェンス（判断・行動するために必要な知識）研究家。外務本省で国際情報課長、内閣情報調査室で衛星情報センター総務課長、国立情報学研究所教授、政策研究大学院大学教授などを歴任。その後再び外国で勤務し、2013年からエディンバラ総領事、2016年から在タジキスタン日本国大使（初代常駐）、2019年から在エストニア日本国大使を歴任後、2021年12月に退官。

## 来歴・人物
東京都出身。東京教育大学附属駒場中学校・高等学校（現筑波大学附属駒場中学校・高等学校）を卒業。
- 1979年 - 東京大学法学部卒業後、外務省入省。外務省欧亜局西欧第二課配属。
- 1980年 - 外務省 在外上級研修員としてイギリスに留学。エディンバラなどで語学研修を受ける。
- 1984年 - オックスフォード大学大学院国際関係論専攻修了（文学修士取得）。
- 1982年 - 在英国日本国大使館在勤。
- 1984年 - 外務省経済局国際経済第一課
- 1987年 - 中近東アフリカ局中近東第一課 課長補佐
- 1989年 - 欧州局西欧第二課 首席事務官
- 1991年 - 在バングラデシュ日本国大使館 一等書記官
- 1993年 - 在ニューヨーク日本国総領事館経済部 領事
- 1994年 - 在フィンランド日本国大使館 一等書記官
- 1996年 - 在フィンランド日本国大使館 総括参事官
- 1998年 - 外務省国際情報局国際情報課 課長
- 2001年 - 財団法人世界平和研究所 主任研究員
- 2003年 - 内閣情報調査室内閣衛星情報センター管理部総務課 課長
- 2005年 - 国立情報学研究所情報社会相関研究系 教授
- 2006年 - 拓殖大学大学院 非常勤講師（国際情報管理論）、慶應義塾大学大学院などで、国家安全保障からビジネス、保身、災害まで幅広く視野に入れてインテリジェンスの講義を行った。
- 2007年 - 政策研究大学院大学 教授
- 2009年 - 独立行政法人日本貿易振興機構対日投資部 上席主任調査研究員
- 2009年9月5日 - 日本コンペティティブ・インテリジェンス学会　学会賞受賞
- 2011年 - 在エチオピア日本国大使館 公使 兼在ジブチ日本国大使館 公使
- 2013年10月10日 - エディンバラ 総領事[1]
- 2016年5月30日 - 駐タジキスタン 特命全権大使[2]
- 2019年9月10日 - 駐エストニア 特命全権大使[3]
- 2021年12月22日 - 退官
- 2023年5月19日 - 現職　日本・エストニア友好協会　顧問
- 2025年2月8日 - 現職　日本コンペティティブ・インテリジェンス学会　顧問
- 2025年7月 - 現職　一般社団法人コンパクトスマートシティプラットフォーム協議会　顧問

## 同期
（　）は現在の役職
- 平松賢司（駐スペイン大使）
- 田良原政隆（退官、元駐エルサルバドル大使）
- 横井裕（駐中華人民共和国大使）
- 花谷卓治（退官、元駐モロッコ大使）
- 伊原純一（駐フランス大使）
- 山口壯（衆議院議員）
- 大江博（駐イタリア大使）
- 宮川眞喜雄（国家安全保障局国家安全保障参与）
- 廣木重之（駐スウェーデン大使）
- 長谷川晋（八戸学院大学客員教授、八戸学院短期大学客員教授）
- 小林弘裕（駐ニュージーランド大使）
- 堀江良一（駐ケニア大使）
- 西岡淳（帝京大学教授）
- 小川正史（KDDI顧問）
- 礒部博昭（駐パナマ大使）
- 西村篤子（大成建設取締役、国際石油開発帝石社外取締役）
- 羽田浩二（駐フィリピン大使）
- 大澤勉（駐カメルーン大使）

## 単著
- 『インテリジェンス入門 ―利益を実現する知識の創造―』（慶應義塾大学出版会、2003年／第2版、2009年）
- 『インテリジェンスの歴史 ―水晶玉を覗こうとする者たち―』（慶應義塾大学出版会、2006年）
- 『仕事に役立つインテリジェンス―問題解決のための情報分析入門』（PHP新書、2008年）
- 『ビジネス・インテリジェンスー未来を予想するシナリオ分析の技法』（東洋経済新報社、2009年）
- 『インテリジェンス仕事術―問題解決力を高める情報分析のノウハウ』（PHP研究所、2011年）
- 『ネクスト・インテリジェンスー高度情報化時代の利益を実現する知識』（慶應義塾大学出版会、2024年）

## 共著
- 『国際政治事典』（弘文堂、2005年）
- 『インテリジェンスの20世紀―情報史から見た国際政治』（千倉書房、2007年）
- Global Security and Intelligence, Westport, Praeger Security International, 2008